# Вільнев-ла-Гаренн (кантон)
Вільне́в-ла-Гаре́нн (фр. Villeneuve-la-Garenne) — кантон у Франції, в департаменті О-де-Сен регіону Іль-де-Франс.

## Склад кантону
Кантон включає в себе 1 муніципалітет:
| Муніципалітет     | Площа | Населення, осіб | Рік  |
| ----------------- | ----- | --------------- | ---- |
| Вільнев-ла-Гаренн | 3,20  | 24516           | 2007 |

| Франція | Це незавершена стаття з географії Франції. Ви можете допомогти проєкту, виправивши або дописавши її. |